# Bohinjska Bistrica
Bohinjska Bistrica este o localitate din comuna Bohinj, Slovenia, cu o populație de 1.774 de locuitori.